# Шпеле
Шпеле (њем. Spelle) општина је у њемачкој савезној држави Доња Саксонија. Једно је од 60 општинских средишта округа Емсланд. Према процјени из 2010. у општини је живјело 8.442 становника. Посједује регионалну шифру (AGS) 3454049.

## Географски и демографски подаци
Шпеле се налази у савезној држави Доња Саксонија у округу Емсланд. Општина се налази на надморској висини од 35 метара. Површина општине износи 34,2 km². У самом мјесту је, према процјени из 2010. године, живјело 8.442 становника. Просјечна густина становништва износи 247 становника/km².

## Међународна сарадња
| Мјесто  | Држава      | Врста сарадње | Од    |
| ------- | ----------- | ------------- | ----- |
| Курпица | Бјелорусија | пријатељство  | 1991. |
| Маркело | Холандија   | партнерство   | 1980. |
| Извор   |             |               |       |